# Passion, Pain and Demon Slayin'
Albums de Kid Cudi
Speedin' Bullet 2 Heaven
(2015) Kids See Ghosts
(2018)
Singles
1. Frequency
Sortie : 30 septembre 2016
2. Surfin'
Sortie : 30 septembre 2016

Passion, Pain & Demon Slayin’ est le sixième album studio de Kid Cudi, sorti en 2016.

## Historique
Après la sortie de son album teinté de rock Speedin' Bullet 2 Heaven (2015), Kid Cudi se lance dans la tournée The Especial Tour et développe un nouvel album. En mai 2016, alors que beaucoup de fans espèrent le tant attendu Man on the Moon III, Cudi révèle sur Instagram que le titre de son sixième album studio sera Passion, Pain & Demon Slayin’,. En juin 2016, Cudi annonce qu'il sortira deux albums en 2016, un à l'été et un autre à l'automne.
En septembre 2016, le rappeur annonce que Passion, Pain & Demon Slayin’ sera un double album. Plus tard, la liste des titres révèle un simple album, mais dont les chansons sont séparées en plusieurs actes, comme ses deux premiers opus, Man on the Moon: The End of Day (2009) et Man on the Moon II: The Legend of Mr. Rager (2010).

## Singles
Le 30 septembre 2016, les titres Frequency et Surfin’ sont publiés en  distribution numérique,. Le clip de Frequency, réalisé par Kid Cudi lui-même, est présenté le 13 octobre 2016,. La vidéo de Surfin’, toujours mise en scène par Cudi, est publiée le 31 octobre 2016. On y retrouve notamment des caméos de Jaden Smith, Willow Smith, King Chip et A$AP Rocky,,.

## Liste des titres
| 1. | Frequency                        | - Scott Mescudi - Michael Dean - Patrick Reynolds                 | - Mike Dean - Plain Pat - Kid Cudi | 4:58 |
| 2. | Swim in the Light                | - Mescudi                                                         | - Kid Cudi                         | 4:29 |
| 3. | Releaser                         | - Mescudi - Dean - Reynolds                                       | - Dean - Plain Pat                 | 5:27 |
| 4. | By Design (featuring André 3000) | - Mescudi - André Benjamin - Pharrell Williams - Patrick Reynolds | - Plain Pat - Pharrell Williams    | 4:17 |
| 5. | All In                           | - Mescudi - Michael Len Williams II - Asheton Hogan               | - Mike Will Made It - A+           | 4:10 |

| 6.  | ILLusions                                                      | - Mescudi - Dean                                 | Dean                           | 4:16 |
| 7.  | Rose Golden (featuring Willow)                                 | - Mescudi - Dean                                 | - Plain Pat - Dean             | 4:37 |
| 8.  | Baptized in Fire (featuring Travis Scott)                      | - Mescudi - Jacques Webster - Dean - Reynolds    | - Dean - Plain Pat - Kid Cudi  | 4:45 |
| 9.  | Flight at First Sight / Advanced (featuring Pharrell Williams) | - Mescudi - Williams                             | Williams                       | 3:56 |
| 10. | Does It                                                        | - Mescudi - Andre L. Patrick - Anthony Kilhoffer | - Idle Kid - Anthony Kilhoffer | 4:22 |

| 11. | Dance 4 Eternity  | - Mescudi - Reynolds                    | - Plain Pat                   | 4:43 |
| 12. | Distant Fantasies | - Mescudi                               | - Kid Cudi                    | 4:47 |
| 13. | Wounds            | - Mescudi - Julian Gramma - Kilhoffer   | - J Gramm - Anthony Kilhoffer | 4:03 |
| 14. | Mature Nature     | - Mescudi                               | - Kid Cudi                    | 3:55 |
| 15. | Kitchen           | - Mescudi - Reynolds - Oladipo Omishore | - Plain Pat - Dot da Genius   | 4:28 |

| Act 4: It's Bright and Heaven Is Warm | Act 4: It's Bright and Heaven Is Warm | Act 4: It's Bright and Heaven Is Warm | Act 4: It's Bright and Heaven Is Warm | Act 4: It's Bright and Heaven Is Warm | Act 4: It's Bright and Heaven Is Warm | Act 4: It's Bright and Heaven Is Warm | Act 4: It's Bright and Heaven Is Warm | Act 4: It's Bright and Heaven Is Warm | Act 4: It's Bright and Heaven Is Warm |
| No                                    | Titre                                 | Auteur                                | Producteur(s)                         | Durée                                 |                                       |                                       |                                       |                                       |                                       |
| ------------------------------------- | ------------------------------------- | ------------------------------------- | ------------------------------------- | ------------------------------------- | ------------------------------------- | ------------------------------------- | ------------------------------------- | ------------------------------------- | ------------------------------------- |
| 16.                                   | Cosmic Warrior                        | - Mescudi - Omishore                  | - Dot da Genius                       | 4:00                                  |                                       |                                       |                                       |                                       |                                       |
| 17.                                   | The Guide (featuring André 3000)      | - Mescudi - Benjamin - Omishore       | - Dot da Genius                       | 5:06                                  |                                       |                                       |                                       |                                       |                                       |
| 18.                                   | The Commander                         | - Mescudi                             | - Kid Cudi                            | 4:16                                  |                                       |                                       |                                       |                                       |                                       |
| 19.                                   | Surfin' (featuring Pharrell Williams) | - Mescudi - Williams                  | Williams                              | 6:15                                  |                                       |                                       |                                       |                                       |                                       |
| 86:52                                 |                                       |                                       |                                       |                                       |                                       |                                       |                                       |                                       |                                       |

## Historique de sortie
| Pays       | Date             | Format                    | Label                     |
| ---------- | ---------------- | ------------------------- | ------------------------- |
| États-Unis | 16 décembre 2016 | téléchargement, streaming | Republic / Wicked Awesome |
| États-Unis | 23 décembre 2016 | CD                        | Republic / Wicked Awesome |